# Агнес фон Вюртемберг (1835–1886)
Паулина Луиза Агнес фон Вюртемберг (на немски: Agnes, Herzogin von Württemberg; Pauline Luise Agnes von Württemberg; Pauline Louise Agnes Fürstin von Reuß jüngerer Linie; Angelica Hohenstein; * 13 октомври 1835, дворец Бад Карлсруе, Кралство Прусия; † 10 юли 1886, дворец Остерщайн при Гера) е принцеса/херцогиня от Вюртемберг и чрез женитба княгиня на Ройс-Шлайц, Ройс млада линия (1867 – 1886). С псевдоним Ангелика Хоенщайн тя е също писателка.

## Биография
Агнес фон Вюртемберг е най-малката дъщеря на имперско-руския генерал херцог Евгений фон Вюртемберг (1788 – 1857) и втората му съпруга принцеса Хелена фон Хоенлое-Лангенбург (1807 – 1880), дъщеря на княз Карл Лудвиг фон Хоенлое-Лангенбург (1762 – 1825) и принцеса Амалия Хенриета Шарлота фон Золмс-Барут (1768 – 1847). Племенница е на руската императрица Мария Фьодоровна (1759 – 1828), сестра на баща ѝ.
Агнес фон Вюртемберг основава организации и институти, които носят нейното име.
Тя умира на 10 юли 1886 г. на 50 години в дворец Остерщайн при Гера. Погребана е в княжеската гробница в църквата „Бергкирхе Св. Мариен“ в Шлайц.

## Фамилия
Агнес фон Вюртемберг се омъжва на 6 февруари 1858 г. в Карлсруе за княз Хайнрих XIV Ройс-Шлайц, Ройс млада линия, (* 28 май 1832, Кобург; † 29 март 1913, Шлайц), княз на Ройс-Шлайц (1867 – 1913), син на княз Хайнрих LXVII Ройс-Шлайц (1789 – 1867) и принцеса Аделхайд Ройс-Еберсдорф (1800 – 1880). Те имат две деца:
- Хайнрих XXVII Ройс-Шлайц (* 10 ноември 1858, Гера; † 21 ноември 1928, Гера), княз на Ройс-Шлайц-младата линия (1913 – 1918), регент в Ройс-Грайц (1902 – 19 18), женен на 11 ноември 1884 г. в Лангенбург за Елиза фон Хоенлое-Лангенбург (* 4 септември 1864, Лангенбург; † 18 март 1929, Гера), дъщеря на княз Херман фон Хоенлое-Лангенбург (1832 – 1913) и принцеса Леополдина фон Баден (1837 – 1903), дъщеря на маркграф Вилхелм фон Баден (1792 – 1859) и херцогиня Елизабет Александрина фон Вюртемберг (1802 – 1864).
- Елизабет Аделхайд Хелена Филипина Ройс (* 27 октомври 1859, Гера; † 23 февруари 1951, дворец Хенген), омъжена на 17 ноември 1887 г. в Гера за наследствения принц Херман фон Золмс-Браунфелс (* 8 октомври 1845, Дюселдорф; † 30 август 1900, дворец Браунфелс), син на пруския генерал Вилхелм фон Золмс-Браунфелс (1801 – 1868), който е племенник на пруския крал Фридрих Вилхелм II.

Нейният съпруг Хайнрих XIV Ройс-Шлайц се жени втори път на 14 февруари 1890 г. в Лайпциг (морганатически) за Фридерика Граец (* 28 февруари 1851; † 22 май 1907), която става Фрау фон Заалбург на 28 май 1890 г.

## Произведения на Ангелика Хоенщайн
- Helene (Erzählung; 1867)
- Aus schönen Stunden. Acht Bilder (Fra Giovanni Angelico da Fiesole, Roswitha, Aus Venedig, Eine Waldphantasie, Drei Volkslieder in einem Bilde, Im Hinterstübchen, Die Lilie auf dem Meraner Friedhof, Johann Arnolds Tagebuch; 1878)
- Der Segen der Grossmutter (Familienbild in zwei Bänden; 1880)